# Авраменко Володимир Миколайович
Володимир Миколайович Авраменко (31 серпня 1930 , Біла Церква  — 2 квітня 2024 ) — радянський та російський авіаконструктор, лауреат Державної премії РФ.

## Біографія
Народився 31 серпня 1930 року у місті Біла Церква у сім'ї військовослужбовця. 1931 року сім'я переїхала до Глухова Сумської області, у 1941—1943 роках в евакуації в с. Кумторкала Дагестанської АРСР.
Після закінчення Харківського авіаційного інституту (1953) працював на авіаційному заводі № 126 МАП СРСР (Комсомольськ-на-Амурі): майстер в 3-го («крильового») цеху (1953—1954), заступник начальника цеху № 3 (1954—1955), заст. секретаря заводського комітету ВЛКСМ (1955—1956), заступник начальника цеху № 3 (1956—1959), заступник начальника ПДО (1959—1960), начальник ОСП (1960—1962), керівник серійно-конструкторського відділу (1962—1964), начальник виробництва (1964—1965), парторг заводу (1965—1972), заступник головного інженера з виробництва (1972—1973), директор (1973—1988). У період його керівництва завод випускав літаки Су-17 і його модифікації — Су-17М, Су−17М2, Су-17М3, Су-М4, Су-20, Су-22М. Також заводу було доручено серійне виробництво Су−27, а потім і Су-33.
Із 1988 року працював у Москві:
- січень 1988 — лютий 1989 провідний конструктор «ДКБ Сухого».
- 1989—1992 — головний інженер МЗ ім. П. О. Сухого.
- 1992—1994 — директор АНПК «ДКБ Сухого».
- 1994—1998 — перший заступник генерального директора — виконавчий директор АТВТ «ДКБ Сухого».
- 1998—2000 — заступник директора експортної програми за четвертим контрактом із військово-технічного співробітництва з КНР.

З 2000 року — голова Ради Старійших «ДКБ Сухого».
Помер 2 квітня 2024 року

## Нагороди та звання
- Лауреат Державної премії РФ (1997) — за дизайн та ергономічну розробку літаків Су-27
- Лауреат премії Уряду Російської Федерації (2000) — за розробку високоефективних технологічних процесів
- Почесний авіабудівник
- Лауреат премії імені П. О. Сухого I ступеня (2003)
- Орден Леніна (1981)
- Орден Жовтневої Революції (1976)
- Орден Трудового Червоного Прапора (1971)
- Орден «Знак Пошани» (1966)
- Орден «За заслуги перед Вітчизною» IV ступеня (1999)
- Медаль «У пам'ять 850-річчя Москви»
- Ювілейна медаль «300 років Російському флоту»